# 勅旨牧
勅旨牧（ちょくしまき）は、奈良時代の日本において、文武天皇の勅旨により開発が始まった牧であり、馬寮などが用いる軍馬などの供給源とされた。御牧（みまき）とも。官牧には、ほかに諸国牧、近都牧が存在した。

## 概要
日本では古墳時代に古墳の副葬品として馬具が見られることからこの頃に乗馬文化が導入され、軍事的利用される馬の育成は日本列島の各地へ広まり、特に東国において分布が拡大する。ヤマト王権では推古朝の頃には馬を管理する官職が存在しており、畿内の有力豪族により馬産が行われていた。地方においても在地首長による乗用馬の生産が行われ、律令制下には中央への貢馬が行われるようになった。
勅旨牧は、奈良時代後期に牧の管理を請け負ってきた兵部省から分離独立する形で、新たに設定されるようになったと考えられている。この時期には令制国やそこに設置された牧（御厩）からの馬の貢馬が滞りがちとなり、更に太政官において軍権を握った最高責任者の藤原仲麻呂が乱を起こす（恵美押勝の乱）など、天皇を守るための直轄の軍備の必要性が唱えられた時期であった。このために当初は天皇直属の厩を管理していた内厩寮の下に置かれていた。
『延喜式』によれば、勅旨牧は信濃（16ヶ所）・甲斐（穂坂牧、真衣野牧、柏前牧の3ヶ所）・上野（9ヶ所）・武蔵（石川牧・小川牧・由比牧・立野牧の4ヶ所）の計4ヶ国に設置され、前2ヶ国は左馬寮、後2ヶ国は右馬寮の管轄下であった。なお、承平年間には武蔵国で2ヶ所（阿久原牧、小野牧）が増設されている。なお、追加された2牧は宇多院・陽成院の所持していた牧が勅旨牧に編入されたと言われている。特に宇多院は信濃・武蔵両国を分国として国司の任免権にも関与していたと言われているために、勅旨牧の経営に何らかの関与したとする見方もある。
これらの牧は各令制国毎に牧監（もくげん）が設置され（ただし、武蔵のみは各牧単位で別当が設置）、在庁官人が中央官庁より一定の任期を持って任命されて馬寮及び兵部省によって勤怠状況が監督されていたと考えられている。
毎年8月には勅旨牧から中央に貢馬牽進の儀式である駒牽が行われ、毎年240疋（甲斐60疋・信濃80疋・上野50疋・武蔵50疋、なお武蔵2牧増加後は60疋が追加されて110疋となり、毎年総計300頭となる）が朝廷に献上されて、平安京周辺に馬寮が設定した「飼養牧（しようまき）」に預けられて公務の必要に応じて利用された他、公卿や近衛府などに下賜される場合もあった。
天慶の乱などによる軍事的緊張が高まった10世紀前半に一番の充実が図られたと言われているが、その後衰微した。ただし、その後も馬寮の荘園や牧場として鎌倉期まで残された他、牧監や別当を務めた在庁官人の中には武士として成長する者もあり、信濃御牧の牧監とも伝えられる滋野氏末流には信濃小領主から近世大名化した真田氏がいる。また信濃十六牧の筆頭とされる「望月牧」を支配した望月氏の支流は、飼養牧のあった甲賀の地で甲賀五十三家（甲賀流忍者）筆頭の近江望月氏となる。